# As-Salih Ismail (Ayyubide)
Al-Malik as-Salih Imad ad-Din Ismaʿil (arabisch الملك الصالح عماد الدين إسماعيل, DMG al-Malik aṣ-Ṣāliḥ ʿImād ad-Dīn Ismāʿīl; * um 1200; † 1250) war Sultan von Damaskus. Er war ein Sohn des der Ayyubiden-Sultans al-Adil I. und Bruder von al-Kamil.

## Leben
Nachdem sein Bruder al-Aschraf 1237 gestorben war, übernahm as-Salih Ismail von ihm die Herrschaft über Damaskus. Dies brachte ihn in Konflikt mit seinem älteren Bruder, al-Kamil, dem Sultan von Ägypten, der die Oberherrschaft über alle Besitzungen der Ayyubiden beanspruchte. So wurde as-Salih Ismail nur zwei Monate nach seinem Amtsantritt in Damaskus von al-Kamil belagert und schließlich abgesetzt. Er söhnte sich anschließend mit al-Kamil aus und wurde Gouverneur von Bosra und Baalbek.
Als al-Kamil 1238 starb, wurde Damaskus von dessen Sohn, Ismails Neffe al-Adil II., in Besitz genommen. Sein Bruder, Ismails Neffe as-Salih Ayyub, der bislang im nördlichen Mesopotamien geherrscht hatte, kündigte seinerseits an, dem Vater als Sultan von Ägypten folgen zu wollen. Al-Adil II. ließ daraufhin seinen Vetter al-Dschauad als Statthalter in Damaskus zurück und eilte nach Kairo, um selbst Sultan von Ägypten zu werden. Unterdessen marschierte as-Salih Ayyub nach Damaskus und erlangte im Dezember 1238 die Kontrolle über die Stadt. As-Salih Ismail verbündete sich zunächst mit as-Salih Ayyub.
Als as-Salih Ayyub im August 1239 einen Feldzug gegen al-Adil II. unternahm, Territorien in der Gegend von Nablus eroberte und weiter nach Ägypten marschieren wollte, verweigerte as-Salih Isamil ihm unter einem Vorwand die Heerfolge. Er verbündete sich stattdessen mit den Ayyubiden-Emiren von Karak, Hama und Homs und nutze die Abwesenheit as-Salih Ayyubs, um im September 1239 Damaskus einzunehmen und sich selbst wieder zum Sultan von Damaskus zu machen.
As-Salih Ayyub wurde daraufhin vom Großteil seiner Truppen im Stich gelassen und geriet in die Gefangenschaft örtlicher Beduinen, die ihn an an-Nasir Dawud, den ayyubidischen Emir von Karak auslieferten, einen weiteren Neffen Ismails und Kusin Ayyubs. An-Nasir Dawud verbündete sich kurze Zeit später mit seinem gefangenen Kusin as-Salih Ayyub und half ihm dabei, mit einem kleinen Heer nach Ägypten zu gelangen, wo as-Salih Ayyub als neuer Sultan begrüßt wurde, da sein Bruder al-Adil II. bei einer Palastrevolte gestürzt worden war. An-Nasir Dawud zerstritt sich kurz darauf wieder mit as-Salih Ayyub und verbündete sich erneut mit seinem Onkel as-Salih Ismail, während sich as-Salih Ayyub dafür rüstete, Damaskus und Karak seinem Ayyubiden-Reich wieder einzuverleiben.
In dieser kritischen Zeit lief der Waffenstillstandsvertrag mit den Kreuzfahrerstaaten ab und im September 1239 erreichte ein neues Kreuzzugsheer unter Theobald IV. von Champagne Palästina (Kreuzzug der Barone). As-Salih Ismail und an-Nasir Dawud entschieden sich, den Kreuzfahrern ein Bündnis gegen as-Salih Ayyub anzubieten, um ihn an einem Angriff auf ihre Territorien zu hindern. Im Sommer 1240 schlossen sie ein Abkommen mit den Kreuzfahrern, wonach diesen die Gebiete westlich des Jordans überlassen werden sollten, die Saladin 1187/88 erobert hatte. Die Gebiete, die zu diesem Zeitpunkt as-Salih Ismail gehörten, darunter insbesondere Galiläa mit den Festungen Hunin, Tiberias, Beaufort und Safed, wurden an die Christen übergeben; das restliche Gebiet wollten die Verbündeten gemeinsam as-Salih Ayyub abnehmen. Das Abkommen stieß in der arabischen Welt auf breite Ablehnung und Teile von as-Salih Ismails Truppen weigerten sich, zusammen mit den Christen zu kämpfen. Dieser Umstand veranlasste die Kreuzfahrer Ende 1240, ein Neutralitätsabkommen mit as-Salih Ayyub zu schließen, der ihnen die von as-Salih Ismail versprochenen Ländereien in Palästina freiwillig abtrat und sich wieder dem Kampf gegen seinen Onkel Ismail widmete.
1244 warb as-Salih Ayyub in Nordsyrien choresmische Freischärler an, die nun plündernd durch Palästina zogen, Jerusalem besetzten, sich bei Gaza mit dem Hauptheer as-Salih Ayyubs vereinigten und im Oktober 1244 in der Schlacht von La Forbie das erneut vereinigte Aufgebot as-Salih Isamils und der Kreuzfahrerstaaten vernichtend schlugen. Als Folge der Schlacht gelang es as-Salih Ayyub, den Christen Jerusalem endgültig abzunehmen und das Ayyubidenreich größtenteils wieder unter seiner Oberherrschaft zu vereinigen. Damaskus wurde im Oktober 1245 nach fast acht-monatiger Belagerung erobert. As-Salih Ismail zog sich nach Baalbek zurück und starb 1250.